# Cemal Kafadar
Cemal Kafadar est un historien turc né en 1954 à Istanbul. Il est spécialiste de l'histoire sociale et culturelle en Anatolie à la fin du Moyen Âge et au début de la période moderne. Il est professeur au département d'histoire de l'université Harvard, premier professeur de la fondation Vehbi Koç et membre honoraire de la Société historique turque.
Il est diplômé de l'université McGill (Institute of Islamic Studies) en 1987 et travaille à Harvard depuis 1989. 
Outre ses publications littéraires, il a participé à la production de plusieurs films documentaires.

## Sur l'identité turque en Anatolie
Cemal Kafadar propose d'affiner la vision ethnique de l'identité ottomane, portée notamment par le roman national kémaliste inspiré de l'école d'histoire de l'art de Vienne. Suivant la grille de lecture ethnique et nationaliste des chercheurs européens de la deuxième moitié du XIXe siècle et du début du XXe siècle, l'historiographie turque a essentialisé l'identité ottomane puis turque à son ethnie. Les historiens et historiens de l'art considéraient alors le peuple turc comme un peuple nomade par essence même après plusieurs siècles d'installation en Anatolie. 
Cemal Kafadar critique cette essentialisation qui, selon lui, ne permet pas d'appréhender la complexité et les différentes couches de la société ottomane en Anatolie. Pour définir les populations musulmanes d'Anatolie, Cemal Kafadar propose l'identité rūmi qui désigne les musulmans installés sur les « terres des Romains » (terres des Rūm). Ainsi, pour l'historien, la religion est un facteur d'appartenance plus important que l'ethnie pour ces populations. Il illustre cela en prenant l'exemple de personnages arabes ou perses immigrés en Anatolie et choisissant rūmī comme nisba (exemple : le célèbre poète afghan Jalāl al-Dīn al-Rūmī (persan : جلال‌الدین الرومي), communément appelé Rûmî) ou bien l'intégration dans la communauté des esclaves étrangers convertis à l'islam.

## Sur la nature de l'État ottoman
Sur la nature de l'État ottoman, Cemal Kafadar revisite la « théorie de ghazi » de l'orientaliste autrichien Paul Wittek pour ne faire de la guerre religieuse (ġazā, غزا, menée par les ghazis) qu'une caractéristique parmi d'autres de cet État. Il critique notamment l'interprétation par Paul Wittek du poème İskendernâme de Taceddin Ahmedī. La thèse de Wittek ayant été la thèse principale pour l'histoire politique de l'Empire ottoman, sa remise en cause par Cemal Kafadar dans l'ouvrage Between Two Worlds: The Construction of the Ottoman State en 1995 fait de l'historien un des plus importants contributeurs à l'historiographie de l'Empire ottoman,.

### Publications choisies
- (en) Halil İnalcık et Cemal Kafadar, Sülaymân the Second and His Time, Istanbul, Isis Press, 1993 (ISBN 978-975-428-052-4).
- (en) Cemal Kafadar, Between Two Worlds: The Construction of the Ottoman State, Berkeley, University of California Press, 1995 (ISBN 978-0-520-20600-7).
- (tr) Cemal Kafadar, Kim Var İmiş Biz Burada Yoğ İken Dört Osmanlı: Yeniçeri, Tüccar, Derviş ve Hatun, Istanbul, Metis Yayinlari, 2009 (ISBN 978-975-342-706-7).
- (en) Gülru Necipoğlu, Cemal Kafadar et Cornell H. Fleischer, Treasures of Knowledge. An Inventory of the Ottoman Palace Library (1502/3-1503/4), Leyde, Brill Academic Pub, 2019, 1536 p. (ISBN 9-004-40248-9) (2 volumes).